# タラカン島
座標: 北緯3度21分0秒 東経117度34分0秒 / 北緯3.35000度 東経117.56667度

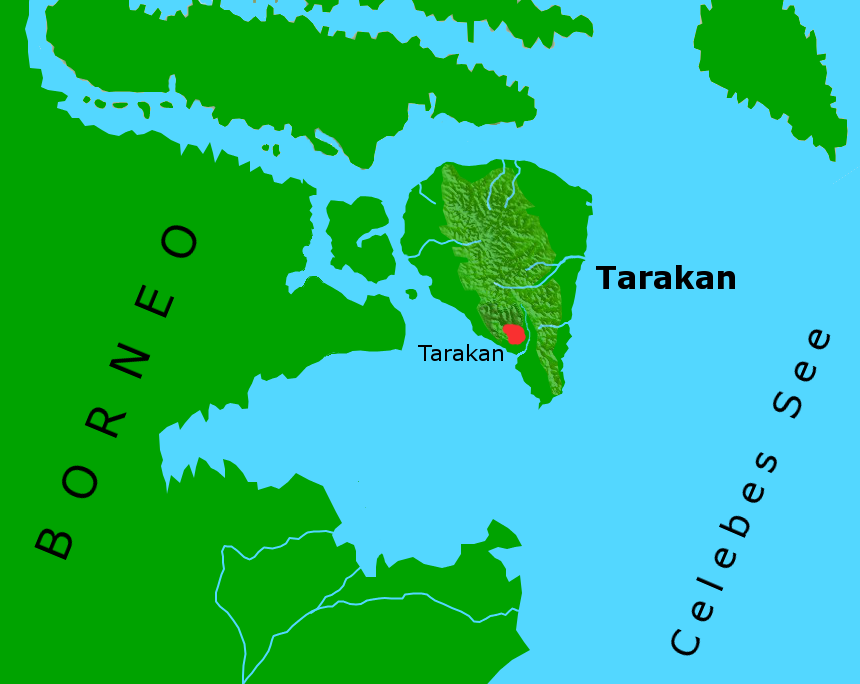
タラカン島

タラカン島（タラカンとう）はインドネシアの北カリマンタン州に属する島。ボルネオ島の北東岸沖のセレベス海西部に位置している。沼地の多い島で、面積は303km2である。周辺では石油が産出する。
第二次世界大戦中には、1942年の日本による占領後、バリクパパン製油所で生産された石油製品の中継集積センターが建設され、日本本土や日本軍の各前線拠点への補給拠点となった。1945年に日本軍守備隊と奪還を目指す連合国軍との間で戦闘が行われた。